# Mestre Juca
José Raimundo Pereira, conhecido como Mestre Juca (Ouro Preto, 1923 - Ouro Preto, 28 de março de 2006) foi um pedreiro e canteiro-mor brasileiro.
É considerado o último mestre da cantaria de Ouro Preto.

## Biografia
Nasceu em Ouro Preto, em 1923. Viveu quase a vida inteiro no bairro São Sebastião, sendo o segundo de uma família de cinco filhos. Seu pai era apanhador de tropas e sua mãe dona de casa.  Começou a trabalhar aos 11 anos, em uma fábrica de chá preto, próxima a Cachoeira das Andorinhas. Depois trabalhou na Serra da Brigida, retirando o pó roxo-rei para fabricação de tintas.
Foi casado com Ilda Pereira. Carlos Alberto Pereira é seu filho, formado em Engenharia de Minas, e professor da Escola de Minas, da Universidade Federal de Ouro Preto. Faleceu em 28 de março de 2006.

### Carreira
Pelas adversidades da vida, estudou até o terceiro ano do ensino primário. Em 1939 foi contratado para trabalhar nas reformas da antiga Casa da Câmara e Cadeia de Ouro Preto, como servente de pedreiro. Naquela época Ouro Preto estava recebendo muitos turistas, e o prédio histórico tornar-se-ia o Museu da Inconfidência.
Esse trabalho foi importante para torna-lo um mestre canteiro brasileiro, já que a reforma contou com canteiros espanhóis e portugueses, devido a inexistência de oficiais da cantaria no Brasil. A obra foi finalizada em 1942. Depois disso Juca trabalhou no Parque Metalúrgico de Ouro Preto, até a sua aposentadoria.
Em 1975, aos 42 anos, foi convidado a trabalhar na Universidade Federal de Ouro Preto, exercendo diversas funções. Em 1980 foi transferido para o SPHAN, oculpando o cargo de mestre de obras. Sempre transmitiu os conhecimentos da cantaria, que aprendeu de forma autoditada. Em 1997 foi convidado para ensinar seus saberes na Fundação de Arte de Ouro Preto.

#### Obras cantaria
Em 1980 começou a trabalhar unicamente com a cantaria. Acredita-se que desde fins do século XIX não existiam artesões canteiros em Ouro Preto. A habilidade de lavras pedras reapareceu a partir dos saberes e estudos de Mestre Juca. Muitos consideram o quadro espacial da cidade de Ouro Preto como depositário da memória da técnica da cantaria, o que poderia, dentre outros fatores, ter permitido ao Mestre Juca reinventar o ofício, dada sua larga experiência com os monumentos urbanos preservados desde o século XVIII.
A cruz da ponte do Pilar foi a sua primeira obra de restauração, tendo utilizado quartizito do Itacolomy. Em 1982 restaurou o chafariz da Casa do Pilar, que havia sido desmontado por moradores em busca de ouro no local. Em 1983 e 1991 restaurou as janelas da Igreja São Francisco de Paula e do Museu da Inconfidência.
Em 1995 restaurou o chafariz e um frade da Igreja Matriz de Nossa Senhora de Nazaré, em Cachoeira do Campo, Ouro Preto. Entre 1996 e 1999 trabalhou em restauros para o Museu do Oratório e para o Museu da Inconfidência, novamente.
Entre 2001 e 2005 restaurou e construi cruzes para o Chafariz do Rosário, para o cemitério da Igreja São Francisco de Assis, para a Praça Amadeu Barbosa e para o adro da Igreja de Nossa Senhora dos Prazeres, em Lavras Novas, Ouro Preto. Em 2003 construiu um lavabo para a Igreja de Nossa Senhora das Mercês e restaurou o relogio presente na Igreja de Santa Efigênia.

### Projeto Cantaria
Em 2000 inicou um projeto conjuntamente a Universidade Federal de Ouro Preto, tendo construido um suporto de cantaria para o logotipo do Centro de Convenções da universidade. Seu projeto com a UFOP buscou ensinar as artes da cantaria, tendo formado onze oficiais canteiros.
Seu projeto recebeu uma Moção de Aplauso pela Câmara Municipal de Ouro Preto, em 2008, a Medalha do Aleijadinho, em 2010, e o Trofeu Comunidade da Fundação Cultural de Minas Gerais, em 2011.

## Honrarias
Em 2002 recebeu a Ordem de Mérito Cultural, pelas mãos do Presidente da República, Itamar Franco. Em 2006 recebeu a Medalha João Velloso, homenagem maior da Câmara Municipal de Ouro Preto, havia recebido anteriormente, em 2003, a Medalha Bernardo Pereira de Vasconcellos.